# Montegrino Valtravaglia
Montegrino Valtravaglia est une commune italienne de la province de Varèse dans la région Lombardie en Italie.

## Toponyme
Montegrino est un composé de monte et le nom germanique Agrimo. 
La spécification est dérivée de valle et du nom d'un château dit Trevali (peut-être l'union de transvalles et le monte Travalie).

## Administration
| Période                                  | Période  | Identité    | Étiquette | Qualité    |
| ---------------------------------------- | -------- | ----------- | --------- | ---------- |
| 8/6/2009                                 | En cours | Mario Prato |           | enseignant |
| Les données manquantes sont à compléter. |          |             |           |            |

### Hameaux
Bonera, Bosco Valtravaglia, Ostino, Sciorbagno, Pipetta, Sorti, Cucco, San Martino, Casa De Andrea, Casa Compagnoni, Segrada, Porsù, Pianca, Alpe del Campogino, Monte Sette Termini (I Bedeloni), Riviera, Casa Briccoli, Piana, Case Sciarè

### Communes limitrophes
Brissago-Valtravaglia, Cadegliano-Viconago, Cremenaga, Cugliate-Fabiasco, Germignaga, Grantola, Luino, Mesenzana